# Hulda Swai
Hulda Shaidi Swai, née en 1954, est une chercheuse et professeure tanzanienne en sciences de la vie et bio-ingénierie. Elle est une pionnière de la recherche en nanomédecine dans le développement de médicaments contre les maladies infectieuses en Afrique. Ses travaux portent notamment sur l’utilisation des nanotechnologies dans les médicaments antipaludiques.

## Formation
Hulda Swai est diplômée en 1980 de l'université de Dar es Salaam en chimie et statistiques.
En 1985,Hulda Swai obtient un Master of Science en technologie des biomatériaux à la Queen Mary University of London. Elle devient docteure de cette même université en 2000.

## Carrière
Hulda Swai travaille neuf ans en tant que chercheuse à la Queen Mary University of London.
De 2001 à 2014, elle est chercheuse au Conseil pour la recherche scientifique et industrielle (CSIR) en Afrique du Sud. Elle y dirige le Département des sciences et technologies /Centre d'excellence panafricain pour la recherche et la formation en nanomédecine appliquée.
En 2015, elle retourne en Tanzanie et rejoint le Nelson Mandela African Institution of Science and Technology (en) (NM-AIST) en tant que professeure. Elle est chargée de diriger la candidature du NM-AIST pour la création d'un Centre d'excellence africain financé par la Banque mondiale (projet ACE II). Le NM-AIST est choisi en décembre 2016 pour accueillir deux Centres d'excellence africains; elle devient alors responsable d'un de ces centres, le Centre africain pour la recherche, le progrès agricole, l'excellence dans l'enseignement et la durabilité (CREATES).
En 2009, Hulda Swai rejoint le Developing Countries Coordinating Committee of the European Developing Countries Clinical Trials Partnership (EDCTP). Elle siège également à plusieurs autres comités d'experts internationaux, tels que TB Global Alliance, ISHReCA, UNECA, Erasmus Mundus Nanofar et le comité de rédaction du Journal of Nanomedicine. En 2019 elle est présidente de l'AMRS, l'African Materials Research Society.

## Travaux
En mars 2011, Swai organise le premier atelier international de nanomédecine pour les maladies de la pauvreté, en Afrique du Sud.
Les recherches de Swai sur la nanomédecine pour améliorer les médicaments contre la tuberculose et le paludisme sont actuellement en cours de développement préclinique. Le projet Malaria au CREATES, lancé en 2016, a reçu l'équivalent de 110 000 000 R (6 millions de dollars US) de l'Organisation mondiale de la santé. Il a été primé en tant que projet pilote pour prouver le potentiel de la nanomédecine dans le diagnostic et le traitement des maladies.

## Récompenses
En 2013, Hulda Swai est nommée professeure extraordinaire à l'Université de Pretoria.
En mai 2018, elle est nommée présidente de l'African Materials Research Society (AMRS).
En 2020, elle devient titulaire de la chaire Oliver Tambo (O.R Tambo Africa Research Chairs Initiative) en nanotechnologie en relation avec la santé biomédicale et l'agriculture durable,.
Hulda Swai est lauréate en 2020 du Prix scientifique continental Kwame Nkrumah de l’Union africaine pour l’excellence scientifique pour ses travaux sur l’utilisation de la nanotechnologie pour étudier des médicaments antipaludiques.